# ブータンのスポーツ
ブータンのスポーツでは、ブータン王国におけるスポーツについて記述する。

## 国技

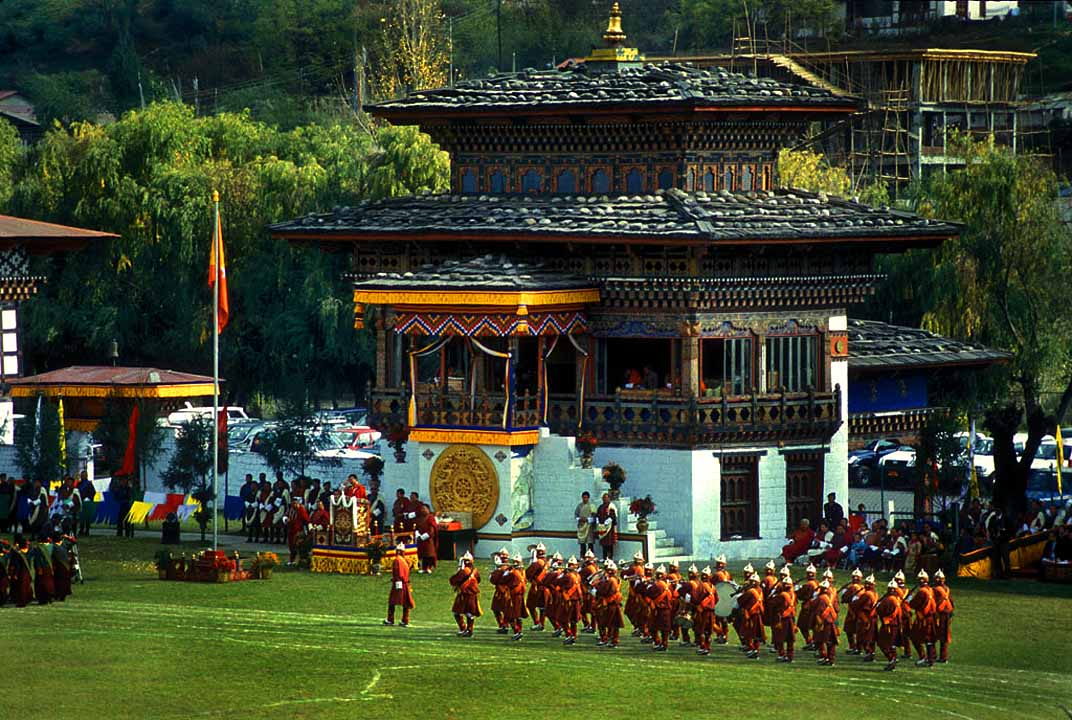
ブータン弓術

ブータン弓術は「ダツェ」と呼ばれ、ブータンの国技として人気がある。競技会がほとんどの村で定期的に開催されている。これは、オリンピックで行われているようなアーチェリーとは異なっており、競技は数名を1組として、2組の対抗戦として、100mほど離れた的を狙う形式で行われる。チームの各メンバーは、ラウンドごとに2つの矢を放つ。
伝統的なブータン弓術は、社交的な行事であり、競技は村、町、そしてアマチュアチームとの間で組織されている。矢が的に命中すると、祝いの歌と踊りをひとしきり行うなど、時間を気にせずにゆったりと進めるため、正式な試合は数日を要することもある。伝統的なダーツ（クレ）は、ダツェと同じように人気のスポーツである。木製の矢を10～20メートル離れた的に向かって投げる。他に伝統的なスポーツとして"Digor"という、砲丸投げとホースシュー投げに似たスポーツがある。

## サッカー
ブータンには国技の「ダツェ」と呼ばれる弓術があるが、他のアジア諸国同様にサッカーが圧倒的に1番人気のスポーツとなっており、特に2000年代よりケーブルテレビの普及によって爆発的に人気を獲得した。さらに2012年には、プロサッカーリーグのブータン・プレミアリーグも創設された。ブータンサッカー連盟（BFF）によって構成されるサッカーブータン代表は、首都のティンプーにあるチャンリミタン・スタジアムをホームスタジアムとしている。
2002年、FIFAワールドカップ・決勝のブラジル対ドイツ戦が行われる同じ日に、FIFAランキング202位のサッカーブータン代表は、最下位203位の英領モントセラト代表との間で最下位決定戦を行った。試合はティンプーのチャンリミタン・スタジアムで開催され、ブータン代表は4-0で勝利した。この試合のドキュメンタリー映画、『アザー・ファイナル』が、オランダ人のヨハン・クレイマーによって作られた。